# Інвентарний номер НАТО
Інвентарний номер НАТО (NSN) — складається з 13-ти цифр, ним нумерують стандартні предмети постачання країн членів НАТО.
Перші чотири цифри з 13-ти значного коду є класифікаційною групою постачання NATO Supply Classification Group (NSCG). Перша та друга цифри позначають групу постачання NATO Supply Group, третя та четверта цифра позначають клас постачання NATO Supply Class.
Україна також використовує дане маркування. До об'єктів класифікації відносять озброєння, військову та спеціальну техніку, інше спеціальне майно, матеріали та вироби, які виготовляють для потреб Збройних Сил України та інших військових формувань, що експортує Україна.

### Приклад номера NSN
Номер NSN: 8415-01-538-6739
8415 — Група: Одяг спеціальний
01 — Країна виробник: США
5386739 — Код виробу: куртка зимова (ECWCS GEN III) малого розміру, кольору зеленого листя.